# Herma (Xenakis)
Herma ist das erste größere Klavierstück von Iannis Xenakis. Es entstand im Jahre 1961 und wurde von Yūji Takahashi, dem das Werk gewidmet ist, am 2. Februar 1962 in Tokio uraufgeführt. Wegen des enormen Ambitus’ und der rasanten Geschwindigkeit zählt es zu den schwierigsten Stücken der Klaviermusik.
Bei einem Aufenthalt in Japan im April 1961 lernte Xenakis den Pianisten Takahashi kennen. Nach seiner Rückkehr in Paris begann er an Herma zu schreiben und legte dabei Kompositionsprinzipien zugrunde, die sich auf die Stochastik und Gleichungen der Booleschen Algebra konzentrieren. So wird jedem Ton aus speziell zusammengestellten Tonvorräten durch stochastische Abläufe eine Tondauer und ein Platz in der Notenabfolge zugewiesen. Das logische Prinzip hinter dem Stück bezeichnete Xenakis als „symbolische Musik“.
Takahashi selbst meinte, bei Herma handle es sich um eine merkwürdige, intensive, radikale und feurige Musik und beschrieb die Reaktionen des Publikums auf die Premiere als zwiegespalten: Während die einen begeistert auf das Stück reagierten, hätten andere es als schmerzvoll empfunden. Tatsächlich stellt das Stück hohe Anforderungen an das technische Können des Pianisten wie auch an die Aufmerksamkeit des Zuhörers. Die Töne liegen über das ganze Stück hinweg fortwährend auf alle Register verteilt und folgen dabei in einem immensen Tempo direkt aufeinander; so erklingen an einigen Stellen etwa 20 Töne pro Sekunde. Hinzu kommen ausdifferenzierte Dynamik- und Pedalanweisungen. Immer wieder eingefügte, längere Pausen dienen der Spannungssteigerung.